# Kudrowice
Kudrowice – wieś w Polsce położona w województwie łódzkim, w powiecie pabianickim, w gminie Pabianice.
Prywatna wieś duchowna Chudrowice położona była w drugiej połowie XVI wieku w powiecie szadkowskim województwa sieradzkiego, własność krakowskiej kapituły katedralnej. W latach 1975–1998 miejscowość położona była w ówczesnym województwie łódzkim.
Obecnie Kudrowice zamieszkuje 429 osób (2011), co roku liczba ta nieznacznie wzrasta. W głównej mierze jest to zasługa osadników przybywających tu z pobliskich Pabianic. Z roku na rok maleje odsetek ludności utrzymującej się z rolnictwa. Zabudowa wsi ma charakter podmiejski a liczba budynków wzrasta w dynamicznym tempie. 
Obszar sołectwa pod względem układu przestrzennego zabudowy należał do typu wsi rzędowej. Budowle występują po jednej stronie ulicy, w średniej odległości nie przekraczającej 100 metrów. Obecnie jednak, w miarę upływu czasu i wraz z napływem nowych osadników Kudrowice powoli i systematycznie przekształcają się w ulicówkę. 
Do Kudrowic dojeżdża autobus MZK Pabianice linii 262 i 260, łączący Kudrowice z Piątkowiskiem i Pabianicami(262) oraz z Petrykozami, Górką Pabianicką i Szynkielewem (260).

## Historia
Dzieje wsi Kudrowice sięgają XIV wieku.
Wzmianki o tej osadzie można znaleźć w kronice Galla Anonima, Liber Beneficiorum Jana Długosza i w monografii Maksymiliana Barucha z 1903 Pabianice, Rzgów i wsie okoliczne. W przeszłości terytorium, na którym znajduje się sołectwo nazywane było opolem chropskim. Była to najmniejsza terytorialnie jednostka historyczna na obszarze obecnego województwa łódzkiego. Jest to również jedyna jednostka terytorialna, której nazwa nie pochodzi od nazwy grodu.
W roku 1086 obszar ten stał się własnością kapituły krakowskiej, jako dar pary książęcej – Judyty i Władysława Hermana za narodziny syna Bolesława, zwanego Krzywoustym. Historycznym śladem upamiętniającym to wydarzenie jest tablica Judyty znajdująca się w kościele św. Mateusza w Pabianicach, tej samej treści tablica znajduje się na Wawelu.
Po śmierci Bolesława Krzywoustego Kudrowice wraz z Chropami stały się własnością Kazimierza Sprawiedliwego. Stanowiły one wówczas część ziemi sieradzkiej. W roku 1260 na tym obszarze utworzono dzielnicę sieradzką, obejmującą między innymi opole chropskie.
Obszar Kudrowic należał do Kapituły Krakowskiej do 1793 roku. W 1806 roku wieś weszła w skład Księstwa Warszawskiego, a od 1816 należała do Królestwa Polskiego.
Po ataku Niemiec na Polskę w dniach 6–7 września 1939 roku na polach Kudrowic i okolicznych wsi toczyła się część bitwy w obronie Pabianic. W okresie okupacji na mocy dekretu inkorporacyjnego z 8 października 1939 roku Kudrowice zostały wcielone do Rzeszy jako tzw. Kraj Warty.
Po wojnie w 1945 roku została powołana gmina w Górce Pabianickiej z siedzibą w Karniszewicach. Wójtem został Józef Grenda - rolnik z Szynkielewa. Kolejno funkcję tę pełnili: Adam Olejnik z Petrykoz, Roman Przybyszewski - robotnik, który w 1948 r. po powołaniu Gminnej Rady Narodowej przejął funkcję przewodniczącego.
W 1955 zostały powołane cztery Rady Narodowe: w Górce Pabianickiej, Żytowicach, Pawlikowicach oraz Petrykozach. W 1958 r. skomasowano je z czterech do dwóch Gromadzkich Rad Narodowych.
W styczniu 1972 r. nastąpiła kolejna reforma władz gminnych - na przewodniczącego Gminnej Rady Narodowej powołano Edwarda Wożniaka, a naczelnikiem gminy został Stefan Kamiński. W grudniu tego roku scalono dwie Gromadzkie Rady Narodowe w Gminną Radę Narodową z przewodniczącym Witoldem Nowakiem. 1 stycznia 1976 r. z połączenia dwóch gmin: Pabianice i Ksawerów powstaje gmina z siedzibą w Pabianicach.
Po nowym podziale administracyjnym Polski, przeprowadzonym w roku 1999 sołectwo Kudrowice nadal wchodzi w skład gminy Pabianice.